# Kazimierz Stępień (poseł)
Kazimierz Stępień (ur. 1882 w Strońsku, zm. ?) – polski parlamentarzysta, poseł na Sejm Ustawodawczy (1919–1922) II RP. 
Był posłem na Sejm Ustawodawczy z listy Polskiego Stronnictwa Ludowego „Piast” i Narodowego Związku Robotniczego w okręgu nr 13 (Łódź – powiat) zasiadając najpierw w klubie Polskiego Stronnictwa Ludowego „Piast”, a następnie Polskiego Stronnictwa Ludowego. Pracował w Komisji Robót Publicznych oraz Komisji Ochrony Pracy. 